# 후쿠시마역 (후쿠시마현)
후쿠시마역(일본어: 福島駅, ふくしまえき 후쿠시마에키[*])은 일본 후쿠시마현 후쿠시마시에 있는 동일본 여객철도, 후쿠시마 교통, 아부쿠마 급행의 철도역이다.

## 역 구조

### 동일본 여객철도
동일본 여객철도의 직영역으로, 도호쿠 본선의 마쓰카와 역부터 가이다 역까지의 각 역과, 오우 본선의 사사키노 역부터 아카이와 역까지의 각 역을 관할하는 관리역이다.
기존선은 지상역, 신칸센은 고가역의 형태를 띠고 있으며, 개찰구는 기존선 역사 정면에 있는 동쪽 출입구, 신칸센 역사의 서쪽 출입구, S-PAL 후쿠시마 점의 2층과 연결된 동서 연결 통로에 있는 에스팔 개찰구, 기존선 1번선 북측에서 후쿠시마 교통, 아부쿠마 급행의 개찰구로 향하는 연락 개찰구 등 총 네 군데에 있다.

#### 승강장
기존선 승강장
1번선부터 6번선까지가 해당된다. 1번선은 단선식 승강장, 2번선과 3번선은 섬식 승강장 형태이다. 4번선과 5번선은 하나의 섬식 승강장을 구성하고 있으며, 6번선은 5번선의 2량분 정도를 잘라 중간에 두단식 형태로 구성되어 있다. 1번선과 2번선 사이에는 몇 개의 유치용 선로가 있다.
신칸센 승강장
11번선부터 14번선까지가 해당된다. 부본선에 승강장이 설치되어 있으며, 중앙에 2선의 통과선이 있다. Max 야마비코 호와 쓰바사 호의 분리 병결은 14번선에서만 이루어진다. 같은 미니 신칸센 직결역인 모리오카역과는 달리 상하선이 분리되어 있지 않기 때문에 분리 병결해야 하는 열차는 본선과 통과선을 2번 평면 교차할 수 밖에 없는 형태다. 도쿄 방면의 열차는 12번선과 14번선 양쪽에서 출발하므로 개찰구내 대합실에서는 전광판으로 어느 방향인지 표시해주고 있다.
| 기존선  |                   |      |                                 |
| 1 - 4   | ■ 도호쿠 본선     | 하행 | 시로이시 · 센다이방면           |
| 1 - 4   | ■ 도호쿠 본선     | 상행 | 니혼마쓰 · 고리야마 방면        |
| 5 · 6   | ■ 야마가타 선     |      | 요네자와 · 야마가타방면         |
| 신칸센  |                   |      |                                 |
| 11 · 12 | 도호쿠 신칸센     | 상행 | 우쓰노미야 · 오미야 · 도쿄 방면 |
| 13      | 도호쿠 신칸센     | 하행 | 센다이 · 모리오카 방면          |
| 14      | 도호쿠 신칸센     | 하행 | 센다이 · 모리오카 방면          |
| 14      | 도호쿠 신칸센     | 상행 | 우쓰노미야 · 오미야 · 도쿄 방면 |
| 14      | ■ 야마가타 신칸센 |      | 야마가타 · 신조 방면            |

### 후쿠시마 교통·아부쿠마 급행
JR 역사의 1번선 북측에 두단식으로 된 섬식 1면 2선 승강장을 사용한다. 동쪽의 승강장을 후쿠시마 교통 이자카 선이, 서쪽의 승강장을 아부쿠마 급행 아부쿠마 급행선이 사용한다. 개찰구는 두 회사가 공동으로 사용하고 있으며, JR 역사와는 연락 개찰구로 연결되어 있다.

## 역 주변
- 도요코 인 후쿠시마 역 동쪽 출입구 지점
- 후쿠시마 경찰서 역전파출소
- 후쿠시마 사카에마치 우체국
- 도호쿠 전력 후쿠시마 지점
- 후쿠시마 현청

## 역사
- 1887년 12월 15일 - 일본철도선 고리야마 - 센다이 간 개통과 함께 일반역으로 개업.
- 1899년 5월 15일 - 관설철도가 요네자와 역까지 개통됨.
- 1906년 11월 1일 - 일본철도 국유화.
- 1909년 10월 12일 - 선로 명칭 제정으로 도호쿠 본선의 역이 됨.
- 1918년 4월 14일 - 신타쓰 궤도선(훗날의 후쿠시마 교통 이자카토 선)이 역전까지 개통.
- 1924년 4월 13일 - 후쿠시마 이자카 전차 궤도선(현재의 후쿠시마 교통 이자카 선)이 역전부터 이자카 역(현재의 하나미즈자카 역)까지 개통됨.
- 1942년 12월 3일 - 후쿠시마 교통선들이 후쿠시마 역까지 개통됨.
- 1962년 - 현재의 JR 후쿠시마 역 동쪽 출입구 역사가 완공됨.
- 1971년 4월 12일 - 후쿠시마 교통 이자카토 선 폐지.
- 1978년 6월 24일 - 컨테이너와 차급 화물의 취급을 히가시후쿠시마 역으로 이관하고 화물 업무를 폐지.
- 1982년 6월 23일 - 도호쿠 신칸센 개업.
- 1984년 1월 15일 - 전용선에서 출발, 도착하던 차급 화물의 취급을 완전히 폐지.
- 1986년 11월 1일 - 수하물 취급 폐지.
- 1987년 4월 1일 - 일본국유철도 분할 민영화로 동일본 여객철도가 계승.
- 1988년 7월 1일 - 아부쿠마 급행선이 후쿠시마 역까지 연장됨.
- 1992년 7월 1일 - 미니 신칸센의 형태로 야마가타 신칸센이 야마가타까지 개통됨.
- 2001년 4월 8일 - 후쿠시마 교통 이사카 선 열차의 제동 장치가 듣지 않아 역 건물에 충돌하는 사고가 발생.

## 인접한 역
| 동일본 여객철도 도호쿠 신칸센             | 동일본 여객철도 도호쿠 신칸센       | 동일본 여객철도 도호쿠 신칸센 |
| ----------------------------------------- | ----------------------------------- | ----------------------------- |
| 고리야마 도쿄 방면                        | ■ 도호쿠 신칸센 야마비코 호         | 센다이 모리오카 방면          |
| 고리야마 도쿄 방면                        | ■ 도호쿠 신칸센 Max 야마비코 호     | 시로이시자오 센다이 방면      |
| 동일본 여객철도 도호쿠 신칸센 · 오우 본선 |                                     |                               |
| 고리야마 도쿄 방면                        | ■ 야마가타 신칸센 쓰바사 호         | 요네자와 신조 방면            |
| 동일본 여객철도 도호쿠 본선               |                                     |                               |
| 시·종착역                                 | ■ 도호쿠 본선 쾌속 센다이 시티 래빗 | 히가시후쿠시마 센다이 방면    |
| 미나미후쿠시마 구로이소                   | ■ 도호쿠 본선 보통                  | 히가시후쿠시마 센다이 방면    |
| 동일본 여객철도 오우 본선                 |                                     |                               |
| 시·종착역                                 | ■ 야마가타 선                       | 사사키노 요네자와 방면        |
| 아부쿠마 급행 아부쿠마 급행선             |                                     |                               |
| 시·종착역                                 | ■ 아부쿠마 급행선                   | 오로시마치 쓰키노키 방면      |
| 후쿠시마 교통 이자카 선                   |                                     |                               |
| 시·종착역                                 | ■ 후쿠시마 교통 이자카 선           | 소네다 이자카 온천 방면       |